# Demande pardon à Dieu, pas à moi...
Pour plus de détails, voir Fiche technique et Distribution.
Demande pardon à Dieu, pas à moi... (Chiedi perdono a Dio... non a me) est un western spaghetti réalisé par Vincenzo Musolino, sorti en 1968.

## Synopsis
Après que toute la famille de Cjamango a été exterminée, il décide de se venger. Un curieux mexicain témoigne de la scène du massacre et l'aide à retrouver la trace des assassins. Le dernier d'entre eux est le chef de toute une bande. Il se retourne contre son commanditaire, qu'il assassine, avant de piéger Cjamango. Ce dernier parvient à s'échapper et attend la bande ennemie avec une mitrailleuse dans le ranch de sa famille. S'ensuit un massacre, dont Cjamango sort indemne pour raccompagner chez elle la fille du commanditaire...

## Fiche technique
- Titre original italien : Chiedi perdono a Dio... non a me
- Titre français : Demande pardon à Dieu, pas à moi...
- Genre : Western spaghetti
- Réalisateur : Vincenzo Musolino (sous le pseudo de Glenn Vincent Davis)
- Scénario : Glenn Vincent Davis
- Production : Vincenzo Musolino pour CIO Film, Intercontinental Production
- Photographie : Mario Mancini
- Montage : Enzo Alabiso
- Musique : Felice Di Stefano
- Décors : Giovanni Fratalocchi
- Costumes : Claudio Giambanco
- Maquillage : Romolo Sensoli
- Durée : 84 min
- Aspect ratio : 2,35 : 1
- Pays :  Italie
- Distribution en Ttalie : Indipendenti regionali
- Année de sortie : 1968

## Distribution
- George Ardisson : Cjamango McDonald
- Anthony Ghidra : Dick Smart
- Pedro Sanchez : Barrica, le mexicain
- Cristina Iosani : Virginia Stuart
- Peter Martell : Jack Smart
- Tano Cimarosa : Chico, le bandit
- Luigi Pavese : Stuart
- Dante Maggio : le barman
- Jean Louis : Scott
- Lilli Lembo : la femme de Dick
- Franco Pesce (en) : Sam, croque-mort
- Franco Latini : autre croque-mort
- Giovanni Ivan Scratuglia : un homme des Smart
- Omero Gargano : un joueur de poker
- Armando Guarneri : le père de Cjamango
- Esmeralda Barros : Conchita